# Lone Elm
Lone Elm è un centro abitato (city) degli Stati Uniti d'America, situato nella Contea di Anderson, nello Stato del Kansas. In una stima del 2007 la popolazione era di 26 abitanti.

## Geografia fisica
Secondo i rilevamenti dell'United States Census Bureau, la località di Lone Elm si estende su una superficie di 0,2 km², tutti occupati da terre.

## Popolazione
Secondo il censimento del 2000, a Lone Elm vivevano 27 persone, ed erano presenti 9 gruppi familiari. La densità di popolazione era di 143,4 ab./km². Nel territorio comunale si trovavano 17 unità edificate. Per quanto riguarda la composizione etnica degli abitanti, il 100% era bianco. La popolazione di ogni razza ispanica corrispondeva al 3,70% degli abitanti.
Per quanto riguarda la suddivisione della popolazione in fasce d'età, il 18,5% era al di sotto dei 18, lo 0% fra i 18 e i 24, il 14,8% fra i 25 e i 44, il 33,3% fra i 45 e i 64, mentre infine il 33,3% era al di sopra dei 65 anni di età. L'età media della popolazione era di 60 anni. Per ogni 100 donne residenti vivevano 107,7 uomini.